# Massoud Massoud
Massoud Massoud (ur. 28 kwietnia 1940 w Al-Kafrun, zm. 17 Sierpień 2024 w Cleveland) – syryjski duchowny katolicki obrządku maronickiego, eparcha Latakii w latach 2001–2011.

## Życiorys
Święcenia kapłańskie przyjął 2 sierpnia 1970 i został inkardynowany do administratury apostolskiej Laodycei (późniejszej eparchii Latakii). Pełnił funkcje m.in. proboszcza parafii maronickich w Homs i okolicach, a także sędziego w eparchialnym sądzie i wikariusza generalnego (protosyncela) eparchii.

### Episkopat
23 czerwca 2001 został wybrany przez Synod Kościoła maronickiego eparchą Latakii. 21 lipca papież Jan Paweł II zatwierdził wybór. Sakry biskupiej udzielił mu 8 września 2001 ówczesny patriarcha Antiochii, Nasr Allah Butrus Sufajr.
W 2011 Synod Kościoła maronickiego przyjął jego rezygnację z urzędu.